# Jelena Novak
Jelena Novak (Beograd, 1974.) je istaknuta i nagrađivana srpska muzička kritičarka, istraživačica, teoretičarka umetnosti i medija i kustoskinja. Njena polja istraživanja su moderna i savremena muzika, muzički teatar, savremena opera, studije glasa u posthumanizmu i identiteti žena u muzici, kapitalistički realizam, muzika i novi mediji. Piše za domaće i strane stručne časopise i onlajn izvore između kojih su Srpska akademija nauka, BBC, UNESCO i De Nationale Opera & Ballet iz Amsterdama. Jelenini naučni tekstovi su prevedeni na osam svetskih jezika.

## Biografija
Jelena Novak je diplomirala 2001. godine na odseku za muzikologiju na Fakultetu muzičke umetnosti Univerziteta umetnosti u Beogradu gde 2004. godine brani master na temu „Opera u vreme medija“. U Amsterdamu doktorira 2012. godine na Amsterdam School of Cultural Analysis (ASCA) sa tezom „Singing Corporeality: Reinventing the Vocalic Body in Postopera“. 
Jelena karijeru započinje na Trećem programu Radio Beograda kao urednica i muzička kritičarka ali odlučuje da se bavi naučno-istraživačkim radom. U Lisabon se seli 2005. godine i kasnije počinje da radi kao istraživačica na Universidade Nova de Lisboa u Centro de Estudos de Sociologia e Estética Musical. Od 2019. Godine radi i kao docentkinja na Universidade Nova de Lisboa na Faculdade de Ciências Sociais e Humanas.
Jelena je bila članica Osnivačkog komiteta Društva za minimalističku muziku kao i jedna od osnivača izdavačkog kolektiva TkH (Walking Theory).
Godine 2022, zajedno sa Žoaom Pedrom Kačopom uređuje tridesetopsmi broj prestižnog časopisa The Opera Quarterly koji se bavio temom opera zasnovanim na filmovima.  
Radila je kao muzička kritičarka dnevnog lista Danas i nedeljnika Vreme. Živi na relaciji Beograd – Lisabon – Roterdam.

## Prikaz dela-izbor
„Opera u doba medija“
„Opera u doba medija“ je pionirska rekonstrukcija postistorije opere. Ova studija je rasprava o ključnim promenama koje su zahvatile svet opere tokom poslednjih pedesetak godina i sprovedena je oko ostvarenja najuticajnijih savremenih operskih stvaralaca, kompozitora i režisera: Filipa Glasa i Roberta Vilsona, Luja Andrisena i Pitera Grinaveja, Džona Adamsa i Pitera Selersa, Stiva Rajša i Beril Korot. U njihovim operama autorka je prikazala rituale poznog kapitalističkog i simulacionističkog društva u kome se brišu granice između visoke umetnosti i masovne kulture, žanra i medija. U tom smislu, autorka kao prelomnu tačku u operskoj tradiciji (i stilova moderne i postmoderne) navodi operu „Ajnštajn na plaži“ (Einstein on the Beach) Glasa i Vilsona. Ona se bavi temama koje je muzički teatar razvio u skladu sa suštinskim preobražajima sveta, a u polju ekstremno visoke tehnologije, masovnih medija i komunikacija i popularne kulture koje onda „fenomenološki ulaze u strukturu opere“ (Dr.Miško Šuvaković). Od jednostavnosti, prijemčivosti i repetitivnosti, preko „smrti dive“, demistifikacije elitizma žanra i opere kao spektakla, do dekonstrukcije prikazivanja operom, polemike između opere, televizije i filma, ka operi i njenoj digitalnoj reprodukciji na sceni. Autorka uvodi izraz „postopera“ koji označava savremena operska ostvarenja u doba medija, u eri „postistorije“, kada se u njoj ogledaju 
„moći i interesi, propagande, politike, ekonomije, spektakli masovne komunikacije i potrošačkog društva. Uz podršku kompulzivno-opsesivne infrastrukture masovnih medija i digitalne reprodukcije, opera postaje ono što nikada ranije nije bila – globalna kultura“— Jelena Novak, „Opera u doba medija“
„Postopera: Reinventing the Voice-Body“
U operi i istraživanjima o njoj pevajuće telo se smatra obaveznim, no autorka nas u ovoj studiji potseća na fizički status pevajućeg tela u izučavanju opere. Smatra da odnos između tela i glasa takođe proizvodi značenje, čak taj odnos ističe kao jednu od najvećih pokretačkih moći savremene opere. Ona razmatra šest ostvarenja: Lepotica i zver / La Belle et la Bête, Filip Glas (1994); Pisma Vermeeru / Writing to Vermeer, Luis Andrisen i Piter Grinavej (1997-98); Tri priče / Three Tales, Stiv Rajš i Beril Korot (2002); Jedno / One, Mišel van der A (2002); Domovina / Homeland, Lori Anderson (2007); Komedija / La Commedia, Luis Andrisen i Hal Hartli (2004—2008). Ova dela ona naziva „postopere“, a kreativno istraživanje podrazumeva proširenje i rastezanje granica operskog sveta: uticaje novih medija, de-sinhronizaciju između slike i zvuka, kao i redefiniciju odnosa tela, glasa i roda. Za autorku je pevajuće telo niz pravila, protokola, uticaja i strategija. Ona pokazuje kako se to telo ponaša u svetu opere, kakve intervencije i uticaje vrši i kako konstituiše značenja u operi. 
„Singing Corporeality: Reinventing the Vocalic Body in Postopera“
Protagonista studije je opersko pevajuće telo i njegova nova postavka u većini savremenih operskih ostvarenja. Međudejstvo glasa i tela postaje jedna od najvažnijih sila koje proizvode značenje i autorka smatra da je taj odnos „reinvention“ – novo otkrivanje, pa u skladu sa tim i novo prikazivanje pevajućeg tela u teoriji opere. U tom smislu, autorka je za analizu odabrala šest dela: Lepotica i zver / La Belle et la Bête, Filip Glas; Pisma Vermeeru / Writing to Vermeer, Luis Andrisen i Piter Grinavej; Tri priče / Three Tales, Stiv Rajš i Beril Korot; Jedno / One, Mišel van der A; Domovina / Homeland, Lori Anderson; Komedija / La Commedia, Luis Andrisen i Hal Hartli. Tokom istraživanja autorka prikazuje svoj koncept „postopere“, odnosno statusa opere u eri postmodernizma, kao i rascep između tela koje peva i operskog pevajućeg tela, pa i redefinicije samog tela (prostetičko telo, monstruozno telo, telo između ljudskog i životinjskog). Jedna od postavki je i da se finalni vokalni rezultat dobija tehnološkom nadogradnjom. Potom, kako pevanje postaje monstruozno jer postoji kao rezultat izvan tela koje ga proizvodi, uz neke nove tehnike pevanja (što i telo čini „monstruoznim“), a autorka ide još dalje pa uvodi i termin „ventrilokvizam“. Ona uočava de-sinhronizaciju između pevača i pevajućeg glasa (posredstvom projekcijskog ekrana, npr), što i proizvodi utisak ventrilokvizma, kao i međudejstvom opere i filma, čoveka i životinje (Lepotica i zver), slike i zvuka, živog izvođenja i snimka, subjekta i objekta (Pisma Vermeeru). Zatim se bavi međuodnosom pevajućeg tela i roda, odnosno, pola, bilo da se prikazuje ono što je konvencionalno ženski pevački glas (a nije), bilo da je glas pevačice podeljen na „muški“ i „ženski“ koji pevaju simultano. (Domovina, La Commedia). Dakle, jedan pevajući glas referiše simultano na više pevajućih tela. Takvo multiplo telo može da postoji i zbog višestruke i simultane naracije, kao i nesinhronizovanih zbivanja na sceni (La commedia). Sledi problematizovanje odnosa telo-glas-rod koje se bavi drag-fenomenom (Domovina) i glasovima „kontra-kastrata“, čime se problematizuje konvencionalni konstrukt glas-rod. 
„Einstein on the Beach: Opera beyond Drama / Ajnštajn na plaži: opera izvan drame"
Opera „Ajnštajn na plaži / Einstein on the Beach" premijerno je izvedena na festivalu u Avinjonu, 1976. i smatra se ugaonim delom žanra. Na svojoj evropskoj turneji izveli su je članovi Metropoliten opere, a obnovili su je 1984. i 1992. uvek uz podeljene stavove publike i kritike. Danas je ovo delo kanonizovano kao vrhunac avangardne opere i izuzetno značajan trenutak u istoriji muzičkog teatra. Izazvalo je promenu tradicionalnog shvatanja prirode i kreativnih dometa audiovizualnog izražavanja. Daleko izvan granice žanra opere, njen uticaj se može otkriti u savremenoj audiovizuelnoj kulturi: avangardnoj i popularnoj muzici, izvođačkim umetnostima, avangardnom i popularnom filmu, advertajzingu, plesu, teatru, u raznim komercijanom i kulturnim sferama. Njene nove postavke i izvođenja tokom 2012—2015 rekontekstualizovala su ovo jedinstveno ostvarenje u skladu sa današnjim teorijskim, političkim i socijalnim trenutkom, pa su urednici i autori ovog izdanja uzeli upravo ta nova izvođenja za svoja dalekosežna interdisciplinarna razmatranja. Eseji se kreću u rasponu od rada agencija koje su bile deo produkcije, pa do mehaničkog i post-ljudskog karaktera same ekspresivne supstance ovog ostvarenja. Uključeni su i delovi nekoliko intervjua sa Filipom Glasom, Robertom Vilsonom i Lusindom Čajlds, razgovor sa Piterom Grinavejom, kao i sećanja iz pera Suzan Vega, a predgovor ovom izdanju je napisala Suzan Meklari. 
Izložba „Post-Opera", 2019, Roterdam, kustoškinje: Jelena Novak, Kris Dittel
Ova izložba preispituje vezu između glasa i tela, oslanjajući se na teorijsku praksu kritičara humanizma, naročito kritičkog mišljenja poshumanista koji su jasno pokazali da je izraz „imati glas” rodno, rasno i klasno određen i nosi belo, patrijarhalno, antropocentrično, kolonijalno značenje: na kolektivnom Zapadu, ovaj izraz uglavnom asocira na pravo glasa na izborima, politički glas, i time označava ulazak tela u javni život i osigurava njegova prava. Ovoj ideji se suprotsavljaju kompkjuterski generisani glasovi, “glasovi” mehanizacije, životinja koje mogu da pevaju ili riču ali mi to ne zovemo glasom,  svih onih „drugih” koji zajedno pevaju van opere, kao najuzvišenijeg vokalnog i scenskog izraza, bastiona humanizma, i izvan ljudskog. Post-opera predlaže drugačije ontološko razumevanje glasova i njihovih potencijala i otvara prostor da mislimo nove načine i kontekste za slušanje.
Ovaj projekat je spojio vizuelnu umetnost i operu kako bi ispitao relaciju i dinamiku opsega telo-glas i povezanih društvenih konvencija te „inscenirao” sve u izložbenoj formi koja je uključivala žive nastupe i performance. Izložbeni prostori TENT, galerija V2 i Scores of Rotterdam su dali prostor za video i multimedijalne radove i skulpturu Mersedes Aspilikuete i Džona Bingama, Jasne Veličković, Adama Basanta, Toma Džonsona i Martina Ričesa, franka leibovičija, Katarine Zdjelar, Ho Cu Niena i Jana Adriansa. Prikazani su performansi Pola Elimana, Suzan Volš, Urok Širhan i Janeke van der Puten i održana je radionica sa Geo Vajetom. Na ovoj izložbi su prikazana i arhivska dokumenta kao i objekti koji svedoče o prvim pokušajima da se ljudski glas veštački rekreira. 

„Women and Music in Serbia / Žene i muzika u Srbiji", koautori: Patricia Adkins-Chiti, Jelena Novak, Ivana Neimarević i Vojna Olivera Nešić
Leksikon sadrži popis i kratke biografske podatke za preko stotinu žena koje su se bavile komponovanjem, pa, sledstveno tome i izvođaštvom, na teritoriji Srbije, u svim žanrovima, a tokom 19, 20. i 21.veka. Jelena Novak je, između ostalog, ovom izdanju napisala sažet, veoma jasan i pregledan uvod „Mapiranje kulturne istorije kompozitorki u Srbiji – Vrisak preko asimptote“, u kome je sagledala žensko muzičko stvaralaštvo Srbije kroz nekoliko tema: istorijski i kulturni kontekst u kojima se razvio i razvija se profesionalni muzički život i njegove institucije; tendencije stilova i muzičkih jezika, od ranog romantizma do postmoderne; razni žanrovi: od umetničke muzike, do popularne, rok i narodne muzike. 

„Deca, opera u 17 pesama", Narodno pozorište, Beograd. Muzika: Irena Popović Dragović, prema poetskom romanu Milene Markovic.
Premijera 8.10.2022, libreto i dramaturgija predstave: Dimitrije Kokanov. Muzička dramaturgija Jelena Novak.
„Opera „Deca“ ne ulazi u domen reprezentacije sadržaja na tradicionalan način, već koristi upisani glas autorke kao osnovnu poziciju sa koje se o određenim sadržajima govori. Tekst Milene Marković kao upis njenog autorskog glasa (ona svesno i namerno tekst oblikuje govorom u prvom licu) upotrebljava se kao trag tog glasa koji biva izveden od strane različitih izvođača... taj glas se fragmentira i komplikuje povećavanjem broja onih koji ga izvode i manipulišu njime potupkom preuzimanja i njegovim zastupanjem na sceni. U samoj izvedbi posebno se insistira na različitosti izvođača, od toga da autorkin glas neretko ... preuzima grupa, a tek povremeno pojedinac ili pojedinka... a kako bi se izbegla zamka reprezentacije same autorke na sceni. Izvedbu dodatno usložnjava transparentnost izvođačkih starosnih, polnih i rodnih razlika, kao i isticanje različitosti pevačke veštine kojima izvođači taj glas prenose"— Dimitrije Kokanov, https://www.narodnopozoriste.rs/predstave/deca
Opera „Deca“ (i njeni autori) dobila je najveće priznanje grada Beograda za umetnost 2022.godine, Nagradu Beograda.
„Posthuman Voice Beyond Opera”,
U ovom tekstu koji je objavljen u knjizi „Contemporary Opera in Flux" Jelena objašnjava pojam „Posthuman Voice” („posthumani glas") na primerima četiri dela: virtuelne instalacije „Eight” (Osam) Majkl van der Asa, „Singing Machine” Martina Ričesa, opere „The End” koju peva hologramska svetska pop senzacija Hacune Miku i koreografiju Ase Unander-Šarin za robota koji „peva” uz „The Lamentation of Orpheus” Kaudija Monteverdija. Ovde ona preispituje barijeru naše percepcije glasa kao odlike čoveka. Mašina, hologram, robot i vokaloid ulaze u prostor vokalno-scenske/vizuelne umetnosti i njihovo melodijsko pevanje izaziva emocije i stvara iskustvo. Ljudski glas je biološki determinisan koliko i zakonima fizike, njemu su dati politički kontekst i umetnički izraz. Pevajući glasovi „drugih” bilo da je mašini dat glas čoveka ili ga mašina sama proizvodi kroz imitaciju glasovnih organa su prešli u područje opere kao ljudske tvorevine i otvorile prostor za stvaranje novih vokalnih relacija i reinterpretacija odnosa čoveka i “ne-humanih ljudi”. Prag postajanja kiborgom, androidom, virtuelnim je pomeren. Ventrilokvstička stvarnost nije novina i potrebno je promisliti ko ima pravo na glas i pevanje. 

## Knjige
1. Novak, Jelena. Operofilia.     Belgrade, Serbia: Orion Art. 2018.
2. Novak, Jelena. Postopera: Reinventing the Voice-Body. London, United Kingdom: Routledge. 2015.
3. Novak, Jelena. Opera u doba medija. Novi Sad, Sremski Karlovci, Serbia: Izdavačka knjižarnica Zorana Stojanovića. 2007.
4. Novak, Jelena. Divlja analiza: formalistička, strukturalistička i poststrukturalistička razmatranja muzike. Beograd, Serbia: Studentski kulturni centar. 2004.

## Nagrade
- 2013. Thurnau Award for Music-Theatre Studies from the University of Bayreuth, Germany, za doprinos studijama muzičkog teatra
- 2020. Nagrada „Pavle Stefanovič“ za ukupan dugogodišnji doprinos esejistici, odnosno muzičkoj kritici